# Olaug Nilssen
Olaug Nilssen (født 28. december 1977 i Solheimsdalen, Førde) er en norsk forfatter og dramatiker som skriver på nynorsk. Hun er bosat i Bergen.
Nilssen har studeret litteraturvidenskab ved Universitetet i Bergen og skrivekunst ved Skrivekunst-akademiet i Hordaland. Hun har også gået et år på skrivelinjen ved Heimly Folkehøgskole i Finnsnes. Hun arbejder derudover også som skribent og boganmelder. Siden august 2008 har hun været leder for Skrivekunstakademiet i Hordaland. Hun er også næstformand i Norsk forfattersentrum. Hun er var tidligere medlem af Norsk kulturråd i perioden 2010–2013.
Olaug Nilssen debuterede i 1998 med romanen Innestengt i udyr. Hun er blevet kåret som en af norges ti vigtigste ungdomsforfatter, og holdt tale ved Noregs Mållag 100-års jubilæum; talen er sidenhen blevet en kendt frase.
Nilssen har blandt andet været aktiv ved tidsskriftet Vagant, og sammen med Gunnhild Øyehaug var hun redaktør for det litterære tidsskrift Kraftsentrum. Romanen Få meg på, for faen blev filmatiseret i 2011.

## Priser
- Sokneprest Alfred Andersson-Ryssts fond 2004
- Sigmund Skard-stipendet 2004
- Bergensprisen 2005, for Få meg på, for faen
- Sunnmørsprisen 2005